# Medalla del Servei al Sud-oest Asiàtic
La Medalla del Servei al Sud-oest Asiàtic és una condecoració militar de les Forces Armades dels Estats Units, creada per ordre del President George H.W. Bush el 12 de març de 1991, mitjançant l'orde executiva 12754. És atorgada a tots aquells membres militar que van realitzar serveis durant els anys de la Guerra del Golf Pèrsic. Va ser dissenyada per Nadine Russel, de l'Institut d'Heràldica de l'Exèrcit. Se situa entre la Medalla del Servei al Vietnam i la Medalla de la Campanya a Kosovo.

## Criteris de concessió
Aquells autoritzats a lluir-la havien d'haver servit en suport a les operacions Escut del desert o Tempesta del desert, o en una de les zones següents entre el 2 d'agost de 1990 i el 30 de novembre de 1995:
- Golf Pèrsic
- Mar Roig
- Golf d'Oman
- Golf d'Aden
- la porció del Mar d'Aràbia situada entre els 10º Nord de latitud i 68º Est de longitud.
- Iraq
- Kuwait
- Aràbia Saudita
- Oman
- Bahrain
- Qatar
- Emirats Àrabs Units

Aquells que servissin a Israel, Egipte, Turquia i Jordània (incloent-hi l'espai aeri i les aigües territorials) en operacions de suport directe al combat entre el 17 de gener de 1991 i l'11 d'abril de 1991 també eren elegibles per la condecoració.
Per rebre la condecoració, un membre del servei havia: 
- d'estar adjunt o servir regularment durant un ó més dies en una organització participant en operacions militars a terra o a la costa
- d'estar adjunt o servir regularment durant un ó més dies a bord d'un vaixell militar que participés directament en suport de les operacions militars
- participés com a tripulant en un o més vols aeris dirigits en suport a les operacions militars a les zones designades
- servir en un destí temporal de 30 dies consecutius o 60 alterns, excepte, si està autoritzat per personal que participés en els combats[4]

Aquells que realitzessin serveis de rereguarda durant la Guerra del Golf Pèrsic als Estats Units o a les bases del Pacífic o d'Europa no eren elegibles per la condecoració.
Per la participació en cadascuna de les campanyes designades es lluïa una estrella de bronze. Cadascun dels receptors de la medalla havia de lluir com a mínim una estrella.
Les campanyes autoritzades van ser:
| Campanya                         | Data d'inici         | Data de cloenda        |
| -------------------------------- | -------------------- | ---------------------- |
| Defensa de l'Aràbia Saudita      | 2 d'agost de 1990    | 16 de gener de 1991    |
| Alliberament i Defensa de Kuwait | 17 de gener de 1991  | 11 d'abril de 1991     |
| Alto el foc al Sud-Oest Asiàtic  | 12 d'abril de 1991   | 30 de novembre de 1995 |
| Operació Proveir Confort         | 1 de juny de 1992    | 30 de novembre de 1995 |
| Operació Guerrer Vigilant        | 14 d'octubre de 1994 | 21 de desembre de 1994 |

## Disseny
Una medalla de bronze de 3,2 cm d'ample. A l'anvers apareix la inscripció "SOUTHWEST ASIA SERVICE"a través del centre del fons. Al damunt hi ha una escena del desert amb un tanc, un transport cuirassat de personal, un helicòpter i camells, amb el Sol naixent al fons. A sota hi ha una escena naval amb un vaixell, un petroler, un avió i núvols al fons. Al revers hi ha una espasa alçada envoltada amb una palma i la inscripció "UNITED STATES OF AMERICA" al voltant.
Penja d'una cinta de 3,5 cm d'ample, formada per les següents franges: 1,65mm Negre, 3,18m Marró desert; 1,65mm Blau; 1,65mm Blanc; 1,65mm Vermell; 4,76mm Marró desert; 2,38mm Verd; 1,65mm Negre; 2,38mm Verd; 4,76mm Marró desert; 1,65mm Vermell; 1,65mm Blanc; 1,65mm Blau; 3,18m Marró desert; i 1,65mm Negre